# Tombes royales de Neungsan-ri
Les tombes royales de Neungsan-ri, sont un groupe de sept tombes situées à Buyeo dans le village de Neungsan dans l'ouest de la Corée du Sud. Elles datent de l'époque où cette ville était la capitale du royaume de Baekje (538 – 660). Elles sont classées dans la liste du patrimoine mondial de l'UNESCO depuis 2015 dans le groupe des aires historiques de Baekje.

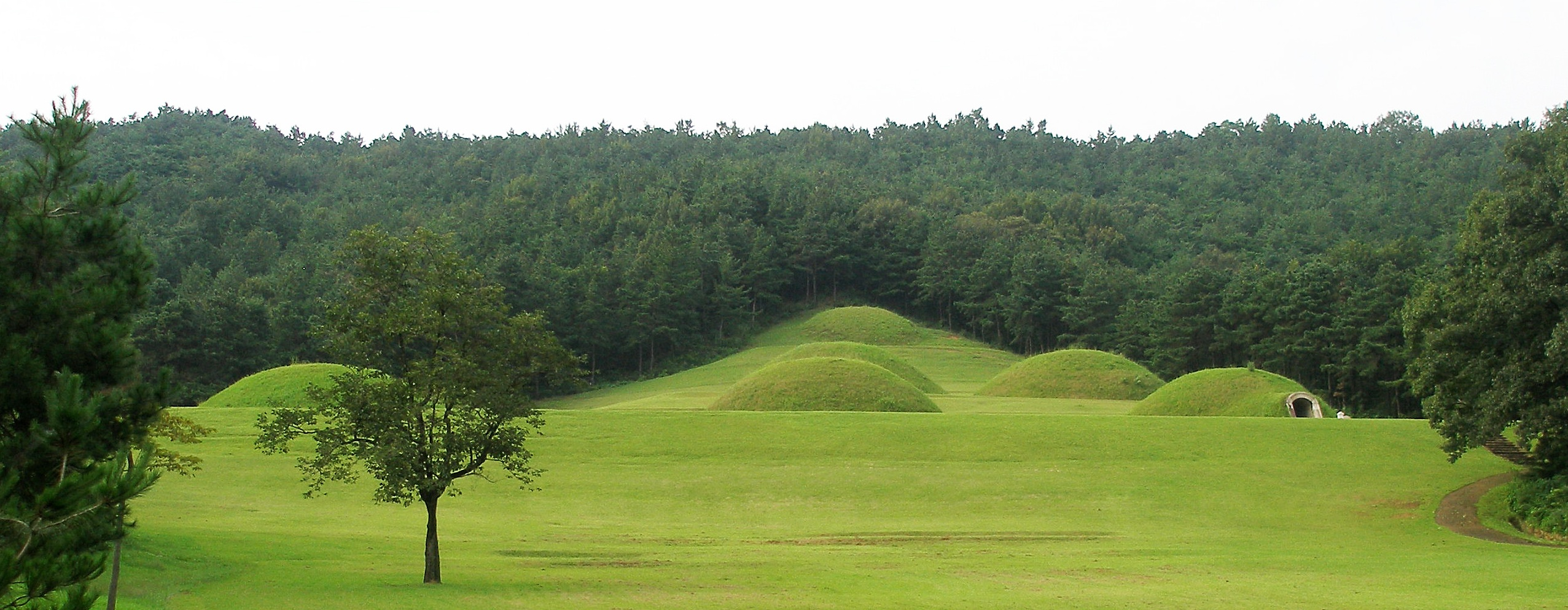
Vue d'ensemble

## Description
Les tombes sont des tumulus regroupés sous la forme d'un triangle (disposition 3-3-1) sur le flanc sud d'une colline boisée de 121 mètres de haut à 3 km à l'est du centre de Buyeo et juste en dehors du tracé des remparts de Naseong. Les tombes s'étendent sur un terrain de 2,1 hectares au cœur d'une zone de protection de 26,5 hectares.

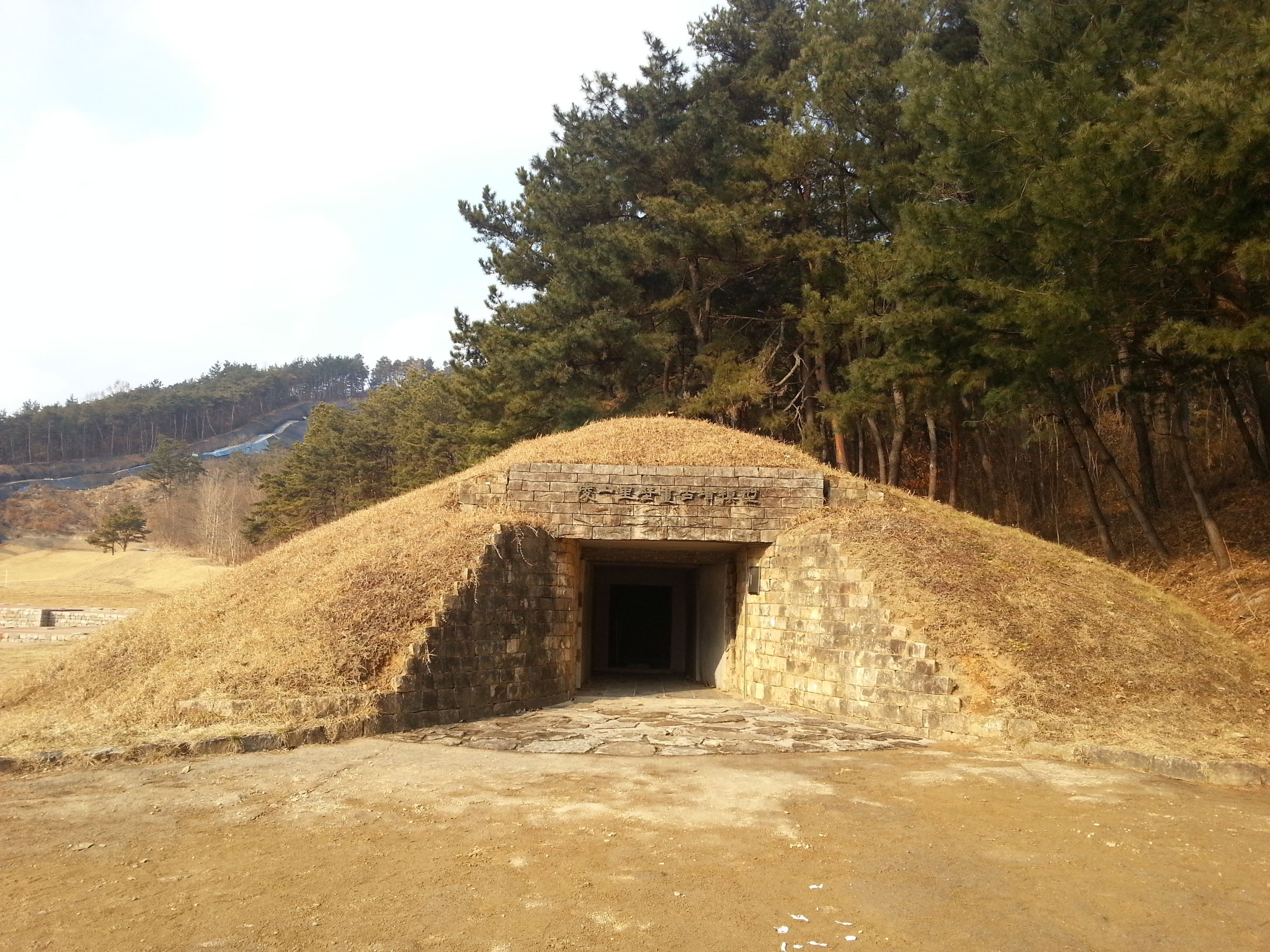
Reconstruction d'une tombe pour les visites

Il est estimé que les tombes du bas sont les plus anciennes, en particulier celle du milieu de la rangée, la tombe n° 2, qui est la seule à posséder un plafond voûté comme dans les tombes de Songsan-ri où avaient été enterrés les rois de Baekje de la période précédente (Ungjin, 475-538). De même, l'utilisation de pierres rectangulaires rappelle leurs méthodes de construction. Toutefois, comparées à celles-ci, elles sont nettement plus petites : la chambre funéraire de la tombe n° 2 ne mesure que 3,21 x 1,98 x 2,15 m. Sur la base de son ancienneté, elle pourrait être attribuée au roi Seong (règne de 523 à 554) mais rien ne peut confirmer cette hypothèse car toutes les tombes ont été pillées avant la venue des archéologues (1915-1917). En conséquence, aucun objet précieux n'a été trouvé à Neugsan-ri, contrairement à la tombe du roi Muryeong découverte à Songsan-ri,.
La tombe n° 1 est la plus intéressante car elle contient des fresques. Les quatre déités sont représentées sur ses murs tandis que le plafond est décoré avec des nuages et des fleurs de lotus. Ses dimensions sont 3,27 x 1,52 x 1,95 m et elle a été construite en pierre polie. C'est aussi la seule dont la porte d'entrée est encore visible. Autrefois, il était possible de la visiter de l'intérieur mais elle a été refermée car les couleurs s'estompaient. À la place, deux reconstructions sont proposées à la visite,.
Les 5 autres tombes ont la particularité d'avoir été construites avec des dalles de pierre et d'avoir un plafond de type hexagonal, c'est-à-dire avec des dalles inclinées à 45° entre les murs et le plafond.

## Le temple

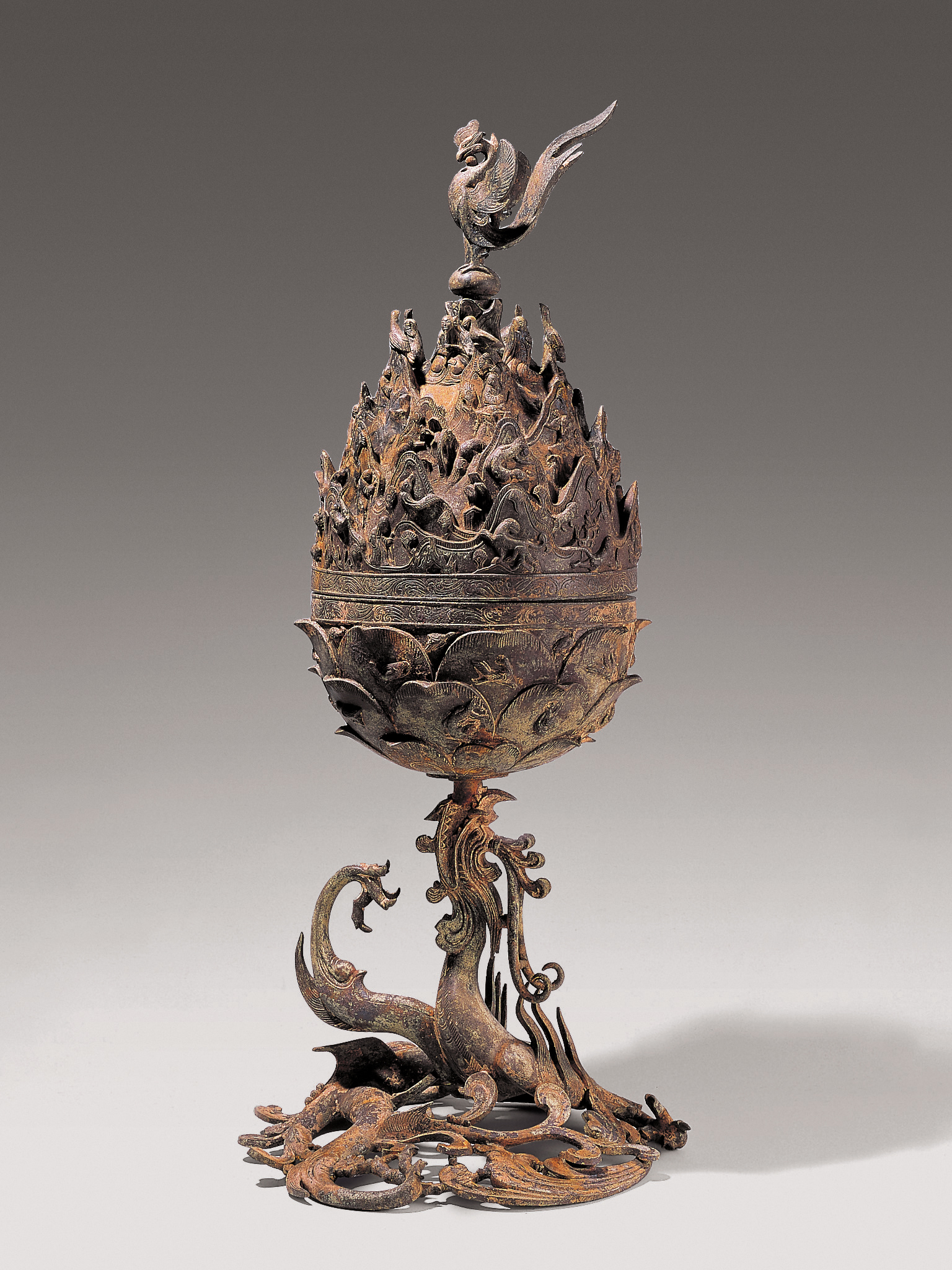
Brûle-encens en bronze doré, trésor national n° 287

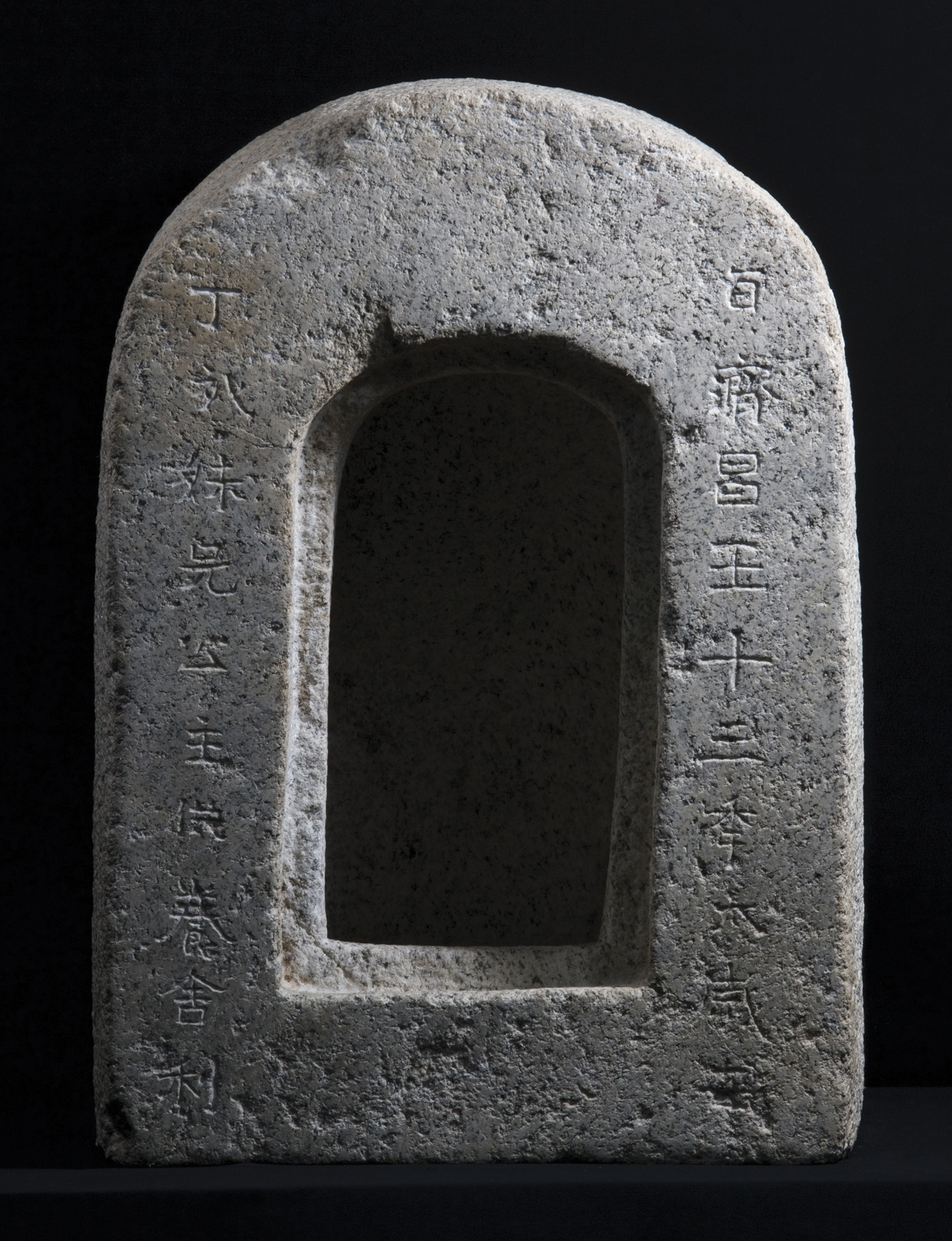
Reliquaire en pierre à sarira, trésor national n° 288

Près des tombes, au pied des remparts, un temple avait été fondé en 567 à la mémoire du roi Seong et pour que sa famille vienne prier. Il ne comportait qu'une pagode et a été détruit dès 660 lors de la chute du royaume. Les fouilles ont été plus fructueuses à cet endroit, elles ont permis de déterminer sa forme d'origine avec précision et de retrouver de nombreux artefacts (450), en particulier un brûle-encens en bronze doré (en) découvert en 1993, classé trésor national n° 287 et exposé au musée national de Buyeo mais aussi un reliquaire à sarira. Une reconstruction de ce temple en grandeur nature est présentée au parc culturel de Baekje,.
Le site est complété par un musée des tombes et a accueilli en moyenne 80 000 visiteurs par an entre 2008 et 2012,.